# Станимира Петрова
Станимира Ніколаєва Петрова (болг. Станимира Николаева Петрова; 16 грудня 1991) — болгарська боксерка, чемпіонка світу, Європи та Європейських ігор.

## Аматорська кар'єра
На чемпіонаті світу 2014 перемогла п'ятьох суперниць і стала чемпіонкою.
На Європейських іграх 2015 програла в першому бою Анні Алімардановій (Азербайджан).
На чемпіонаті світу 2016 програла в першому бою Лін Ю Тін (Китайський Тайбей). На Олімпійських іграх 2016 програла в першому бою Тетяні Коб (Україна). На чемпіонаті Європи 2016 стала чемпіонкою, здобувши у фіналі перемогу над Анною Алімардановою (Азербайджан).
На чемпіонаті Європи 2018 стала чемпіонкою вдруге. На чемпіонаті світу 2018 програла в першому бою.
На Європейських іграх 2019 перемогла трьох суперниць і стала чемпіонкою. Також 2019 року стала бронзовою призеркою чемпіонату Європи. На чемпіонаті світу 2019 програла в першому бою.
На Олімпійських іграх 2020 програла в першому бою Єні Аріас (Колумбія).
2022 року стала бронзовою призеркою чемпіонату Європи, програвши у півфіналі Анастасії Ковальчук (Україна). На чемпіонаті світу 2022 програла в другому бою.
На Європейських іграх 2023 перемогла чотирьох суперниць, серед них і Анастасію Ковальчук (Україна), та стала чемпіонкою.
На Олімпійських іграх 2024 перемогла Хуан Сяовень (Китайський Тайбей) і програла майбутній чемпіонці Чхан Юань (Китай).